# Бриџпорт (Пенсилванија)
Бриџпорт (енгл. Bridgeport) град је у америчкој савезној држави Пенсилванија.

## Демографија
По попису из 2010. године број становника је 4.554, што је 183 (4,2%) становника више него 2000. године.
| Група             | 2000.         | 2010.         |
| Белци             | 3.907 (89,4%) | 3.362 (73,8%) |
| Афроамериканци    | 117 (2,7%)    | 360 (7,9%)    |
| Азијати           | 106 (2,4%)    | 128 (2,8%)    |
| Хиспаноамериканци | 168 (3,8%)    | 583 (12,8%)   |
| Укупно            | 4.371         | 4.554         |